# Äventyraren Thomas Crown (1968)
Äventyraren Thomas Crown är en amerikansk film från 1968 i regi av Norman Jewison.

## Handling
Thomas Crown är en ung framgångsrik miljonär som lyckas genomföra ett (nästan) perfekt brott genom att anställa fyra män som rånar hans bank och dumpar pengarna i en soptunna på en kyrkogård. Men bankens försäkringsbolag tänker inte låta rånet förbli ouppklarat, de hyr in en specialist, Vicki Anderson, som börjar nysta i fallet. Snart riktas hennes misstankar mot Thomas Crown. Men hon hade inte räknat med att hon skulle bli kär i honom.

## Om filmen
- Filmen hade svensk premiär 13 januari 1969 på biografen Park i Stockholm.
- Michel Legrand fick en Oscar för låten Windmills of your mind. Den sjöngs senare in på svenska av Lill Lindfors med titeln Mellan dröm och verklighet med svensk text av Peter Himmelstrand.
- Filmen är bland annat känd för den scen då McQueen och Dunaway kysser varandra i 55 sekunder.
- 1999 filmades den på nytt med Pierce Brosnan som Thomas Crown.

## Rollista (i urval)
- Steve McQueen – Thomas Crown
- Faye Dunaway – Vicki Anderson
- Paul Burke – Edward Eddy Malone, kriminalinspektör
- Jack Weston – Erwin Weaver
- Gordon Pinsent – Jamie McDonald
- Biff McGuire – Sandy
- Addison Powell – Abe
- Astrid Heeren – Gwen